# Emmanuel Forest
Emmanuel Forest, né en 1956, est un ancien haut fonctionnaire et directeur de société.

## Origines et formation
Fils d'un sculpteur italien et d'une mère française, Emmanuel Forest effectue ses études secondaires au collège Stanislas (Paris). Il est diplômé de l'École polytechnique (promotion 1975) et ancien élève de l'École nationale d'administration (ENA), promotion Droits de l'Homme (1979-1981).

## Parcours professionnel
Emmanuel Forest commence sa carrière en 1981 comme administrateur civil au ministère de l'Éducation nationale, en tant que chef du département des relations multilatérales. De 1984 à 1986, il est conseiller technique auprès du secrétariat d'État chargé des Universités. Il effectue sa mobilité comme chargé de mission à la direction de la coopération scientifique et technique du ministère des Affaires étrangères, puis comme adjoint au directeur des études et du directeur des stages à l'ENA, chargé des cycles destinés aux élèves étrangers. 
En 1989, il est engagé par le groupe Bouygues comme secrétaire général de Bouygues Bâtiment International. En 1994, il prend la responsabilité de la direction financière de Bouygues Telecom. Il est nommé directeur général adjoint finances et planification en 1998 puis, en 2000, directeur général adjoint licences et régulation. En 2007, il est nommé directeur général délégué et vice-président de Bouygues Telecom,.
Le 27 avril 2011, il fait partie des 18 personnalités retenues pour siéger au sein du premier Conseil national du numérique, créé par le président de la République.
De 2011 à 2020, il exerce les fonctions de directeur général adjoint des affaires institutionnelles et européennes du groupe Bouygues. Il a sous sa responsabilité la représentation de Bouygues et de ses filiales auprès de l'Union européenne à Bruxelles. Il est alors administrateur délégué de Bouygues Europe, société de droit belge inscrite au registre de transparence de la Commission européenne,. Il assure également la présidence de l'ECTP (European Construction, built environment and energy efficient building Technology Platform) et de l'ECTA (European Competitive Telecommunications Association) jusque fin 2020.
Il est par ailleurs membre, en tant qu'expert indépendant, du Mission Board for climate-neutral and smart cities auprès de la Commission européenne. Le Mission Board a pour mission de conseiller la Commission européenne en matière de recherche et innovation dans le domaine de la neutralité climatique de la ville intelligente. Il fait partie des quatre Mission Boards intervenant en support du Pacte vert pour l'Europe.
Il prend sa retraite de Bouygues en janvier 2021.
Il est, depuis 2021, administrateur indépendant de BI Group, premier groupe de construction et de développement immobilier au Kazakhstan.
Emmanuel Forest est fait chevalier de la Légion d'honneur en 2009.

## Spécialisation
Emmanuel Forest a anticipé l'évolution du haut débit en France dans le cadre d'une interview portant sur le succès de l'ADSL et de la technologie sans fil en France. 
En 2009, il explique les perspectives de l'accès Internet pour l'ensemble des internautes dans les dix prochaines années.
En sa qualité d'entrepreneur du web (opérateur de réseaux), il intervient au Sénat pour expliquer sa vision de l'avenir d'Internet en traitant le sujet du financement des réseaux (fixe et mobile) et de la neutralité du Net,.
En 2007, sous son inflexion, Bouygues Telecom s'était engagé auprès de l'ARCEP à ouvrir leur réseau UMTS, au moment du lancement de la 3G en France.
Depuis 2017, Emmanuel Forest intervient régulièrement comme expert au Moscow Urban Forum, en Russie, pays qu'il connaît bien grâce à ses activités professionnelles.

## Musique
Lors de ses études à Stanislas, il fait partie de la chorale de l'établissement. À 15 ans, il découvre l'opéra. Il assiste plus tard chaque année au festival de Bayreuth. En parallèle de sa carrière, il donne des concerts dans des églises avec le quatuor à vent Euterpe. Prisant également les chansons russes, il donne un concert à Moscou, jouant Le Petit Paradis antiformaliste de Dmitri Chostakovitch. En septembre 2021, il est sélectionné aux Golos 60+, la version russe de The Voice dédiée aux seniors ; seul étranger à participer à la saison, il est choisi par la coach Laima Vaikule grâce à une interprétation des Nuits de Moscou, chanson des années 1950.

## Vie privée
Marié, il est père de quatre enfants.
Il parle couramment l'italien, l'allemand et l'anglais et a appris le russe.